# Alfonso Jacquin
Alfonso Jacquin Gutiérrez (Santa Marta, Magdalena, 30 de abril de 1954-Bogotá, 7 de noviembre de 1985) fue un abogado y guerrillero colombiano miembro del Movimiento 19 de abril (M-19). Usaba el alias "Aldo". 

## Biografía
Nació en Santa Marta, en una extensa familia de 8 hermanos de 2 madres. Estudió en el Liceo Celedón de Santa Marta. Prestó el servicio militar y estudió Derecho, era abogado constitucionalista de la Universidad del Atlántico, en cuyo  consultorio jurídico laboró, y fue catedrático de la Seccional Barranquilla de la Universidad Libre. Era un brillante orador.

### Militancia en el M-19
Ingresó al M-19 a principios de los años 1980. Después de firmar la tregua en abril de 1984, participó con Antonio Navarro Wolf en el asalto al tren turístico de la Sabana entre Bogotá y Zipaquirá, por lo cual fue juzgado y encontrado culpable, pero fue amnistiado por la Corte Suprema de Justicia. Participó en la toma de Yumbo, Valle del Cauca. 

### Toma del Palacio de Justicia
Una vez rotos la tregua y el proceso de paz, Jacquin hizo parte del comando del operativo de la toma del Palacio de Justicia, el 6 y 7 de noviembre de 1985, junto con Andrés Almarales y Luis Otero Cifuentes, al mando del comando Iván Marino Ospina, en la “Operación Antonio Nariño por los Derechos del Hombre”, el cual retuvo por más de 14 horas a los magistrados de la Corte Suprema de Justicia, incluyendo a su presidente, Alfonso Reyes Echandía. En una de las conversaciones telefónicas grabadas, se escuchó a Jacquin, exaltado diciendo:

Alfonso Jacquin: "Les habla Alfonso Jacquin, segundo al mando de este operativo. El presidente de la República no le ha pasado al teléfono al presidente de la Corte y se va a morir, porque el presidente de la República, ni siquiera con su poder jurisdiccional... es increíble que el M-19 no es el que se ha tomado el Palacio de Justicia, se lo tomó [sic] los tanques del Ejército... (disparos, explosiones, gritos) ...es increíble... el Ejército entró con sus tanques y están sonando los tiros, cuando entren en este piso nos morimos todos, sépalo.

Al parecer salió con vida del Palacio y resultó muerto tras la operación de retoma por parte del Ejército y de la Policía colombianos. Su hermana Josefina Jacquin artista plástica realizó la exposición Noviembre 1985 sobre los sucesos del Palacio y la vida nacional, la cual fue vetada y expuesta en la Casa Museo Jorge Eliécer Gaitán.

### Recuperación de sus restos
Jacquin no murió en combate en la toma del Palacio de Justicia en 1985; sus restos fueron identificados por la Fiscalía de Colombia en 2018 en la tumba de Libardo Durán, el escolta de Alfonso Reyes Echandía. Los huesos que se registraron a nombre de Durán en el acta de levantamiento 1154 del 8 de noviembre de 1985 y que fueron encontrados en el cuarto piso del destruido Palacio de Justicia, eran de Jacquin. Los restos de Durán aparecieron en una fosa del cementerio del Sur de Bogotá. Fue enterrado el 27 de julio de 2018.